# Some Voices (canción de Pinback)
Some Voices es un EP de la banda de rock indie Pinback.

## Listado de canciones
1. "Some Voices" – 3:16
2. "Trainer" – 2:43
3. "Manchuria" – 2:41
4. "June" – 7:17